# 劉粋剛
劉 粋剛（りゅう すいこう、1913年2月4日 - 1937年10月26日）は、中華民国空軍の軍人。戦闘機操縦士で日中戦争時に活躍したエース・パイロット。階級は空軍上尉（大尉に相当）、死後少校(少佐に相当）。遼寧省昌図県金家屯（現金家鎮）出身。号は蘊和。「空の趙子龍」などと呼ばれた。

## 経歴

### 空軍入隊まで

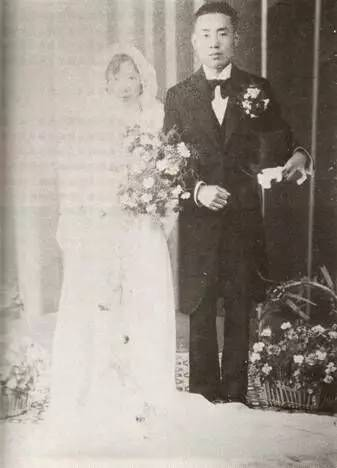
劉粋剛と許希麟

東三省（満州）遼寧省の富農出身。本籍は安徽省宿県（現宿州市）。若い頃から「工業救国」の思想を持ち、金家屯高等小学校卒業後、奉天にある遼寧省立第一工科高級中学に入学した。満州事変勃発により、北平へ避難、後に南京に赴き1931年に中央陸軍軍官学校第9期歩兵科に合格した。1932年には前年に設立された中央航空学校（筧橋航校）に厳格な試験と体格検査に合格、第二期生として飛行技術を学んだ。なおこの頃、滬杭線の車内で出会った許希麟に一目惚れし、文通を始める。1933年12月に中央航校第二期駆逐科は卒業試験を実施、最も優秀な成績を収めた。中華民国空軍における空中射撃記録の最優秀記録保持者は2名、一人は“空軍戦神”高志航、そしてもう一人が劉粋剛である。
1934年2月1日の航空学校卒業後、駆逐（戦闘機）第1大隊に准尉見習士官として着任。同年夏に西湖湖畔の天香樓にて結婚。それから間もなく南昌教導総隊附。1935年9月7日、空軍少尉飛行隊員。その後中尉分隊長に昇進。
1936年7月には上尉として新たに設立された駆逐第5大隊第24中隊長に昇進し、隊を率いて南昌駐防の任に就いた。当時の第5大隊は中央航校卒業生の“清一色”で、大隊長は丁紀徐であった。
隊に配備されていた戦闘機はカーチス・ホークⅢで、劉粋剛の乗機は“2401号”であった。2401号機は、シリンダー容積を増やし（ボアアップ）馬力を強化した特殊型で、上昇力と運動性に優れていた。

### 航空戦での活躍
1937年8月上旬、日中両軍の本格的な衝突が秒読みとなり中国空軍に出動命令が下された。第5大隊（第24中隊・第25中隊）は揚州へ進出の命を受け、8月5日、部隊は南昌を発進し揚州へ移動した。8月13日、上海の日本海軍が中国空軍への徹底的攻撃を指令し、中国空軍も空軍作戦第一号令を発して翌日からの攻撃を準備した。
8月14日、第5大隊のカーチス・ホークⅢは第2大隊とともに爆装して出撃した。第24中隊の8機は、長江をさかのぼり上海へ向かう日本海軍の駆逐艦へ次々に爆弾を投下した。しかし緩降下爆撃のために回避され、最後の一弾が艦尾に命中したが駆逐艦は傾斜したまま退避した。その後、劉は揚州に戻ると再び爆弾を付けて上海の日本海軍陸戦隊本部を爆撃した。
8月16日に劉は日本軍の九五式水上偵察機を1機撃墜、これが劉の初の個人撃墜記録となった。
8月21日未明、日本海軍の九六式陸上攻撃機6機（吉田小隊3機、入間小隊3機）は揚州基地を奇襲した。出撃準備中だった第5大隊はただちに迎撃のため発進した。真っ先に追撃した劉は、すぐに12.7mm機銃で陸攻1機を撃墜し、その後僚機と協力して吉田小隊を全滅させた。これまでの戦いによる健闘で、劉粋剛を始めとする日本機撃墜者たちは「飛将軍」と称えられた。
9月7日、劉は太湖上空で空母「加賀」「鳳翔」の艦上戦闘機隊（複葉機と九六艦戦のおよそ9機）に遭遇した。劉は地上攻撃中の僚機6機を援護するため、単機で日本戦闘機隊へ攻撃をかけた。後ろへ付かれた劉は連続急上昇を駆使して相手の後ろを取り、九六式艦上戦闘機を撃墜した。その後日本機に取り囲まれた劉は、攻撃をかわしながら残弾の斉射でもう一機の戦闘機を墜とすと、黒雲の中に逃れて離脱した。この太湖上空での劉の戦果は、「鳳翔」の戦闘詳報が失われ、「加賀」も簡略的な記録しか残されていないため、日本側の史料からは確認できていきない。
9月22日の南京防空戦では、中央党部空爆に飛来した十三空の九六式艦上爆撃機12機・九六艦戦5機を第4大隊・第5大隊のホークⅢ21機が迎撃した。劉の率いる9機は白相定男大尉（兵56期）の艦爆隊を襲った。劉は投弾直後の九六艦爆を銃撃、被弾した艦爆は棲霞山に墜落した（日本側の記録によれば第三小隊3番機、岩瀬一空兵の機である）。
10月12日の南京空戦では2機を共同撃墜。その様子は宋美齢も目撃していた。
劉粋剛の撃墜記録は、確実11機、不確実2機の合計13機を数え、事実上のトップエースとなった。劉はその勇猛ぶりから空軍五虎将の一人といわれ、太湖上空の空戦では多数の日本機を相手に戦ったことから「空の趙子龍」とさえ呼ばれるようになった。劉の多大な戦功を讃え、国民政府、中央航空委員会、中国空軍総司令部などが七星星序奨章と二等宣威奨章を授与した。

### 不慮の事故死

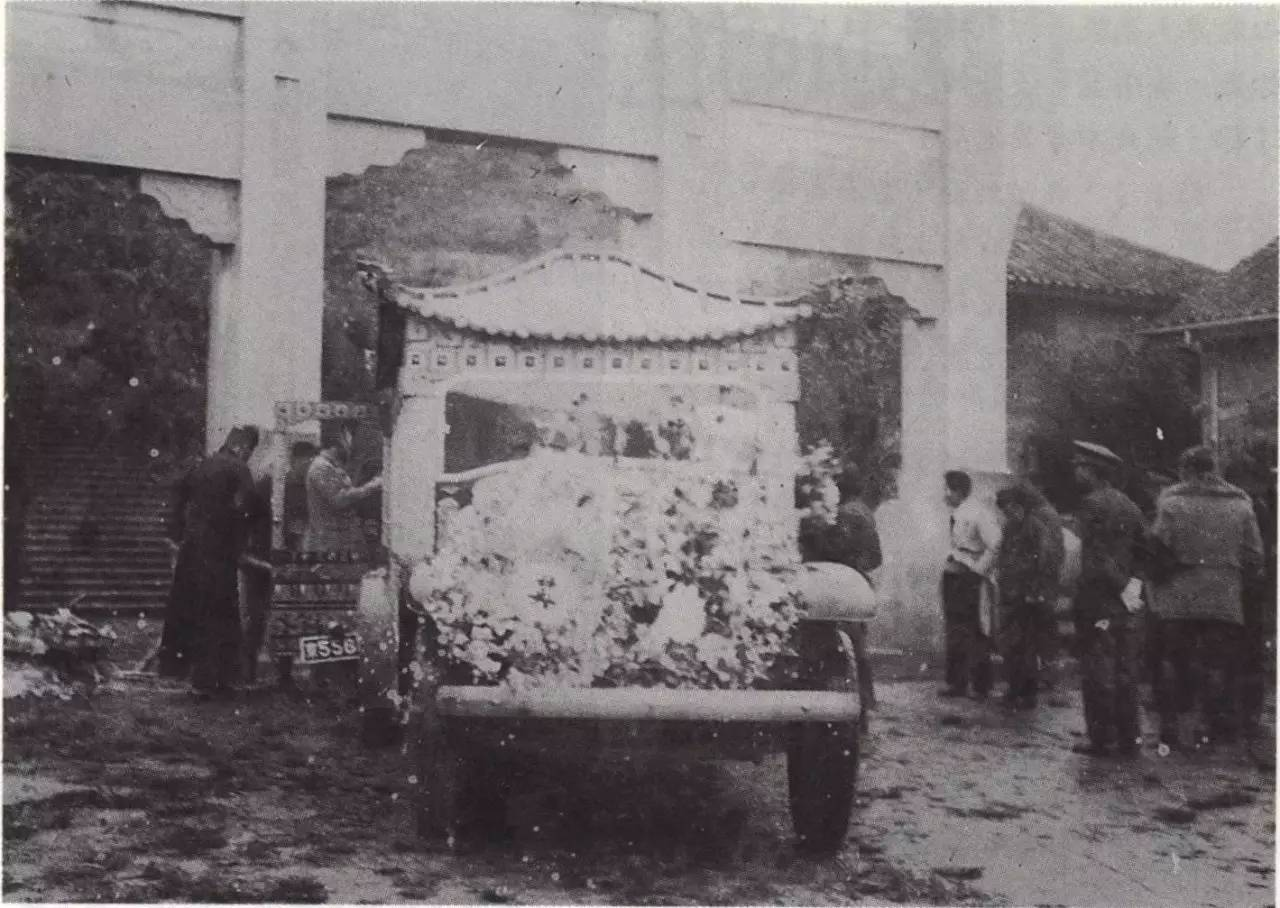
航空烈士公墓に到着した劉粋剛の棺

華北方面では10月頃になると、日本陸軍飛行第1大隊のほか、新たに飛行第2大隊（大隊長：加藤建夫大尉、九五式戦闘機装備）が現れ戦闘に加わった。劉はこの新たな相手と戦うため、華北の太原方面（山西省）へ増援派遣されることになった。10月26日、劉は僚機4機と共に南京大校場飛行場を出発、漢口の王家墩飛行場での昼食、洛陽での給油を経由して太原へ向かった。
劉は黄河以北の飛行経験が無かったが、誘導なしで飛行を続けた。しかしその途中で日没となり、ホークⅢ5機は離れ離れとなってしまった。燃料の欠乏した劉は、闇のなかで飛行場を探すうちに高平県城の上空に飛来した。その音を連絡機と錯覚した町長は三階建ての楼閣「魁星楼」の傍で火をたいた。しかし火を目印に降下してきた劉は暗闇の中の魁星楼に気づかず衝突、死亡した。享年24。死後少校に特進した。
劉粋剛の遺体は高平県で丁重に荼毘に付された。同年11月16日に南京へ移され、後に紫金山北麓の航空烈士公墓に葬られた。
のち、昆明の空軍子弟学校は「粋剛小学」と名付けられ、許希麟が校長を、徐鶴林上尉が政治部主任を務めた。

## 関連作品
- 筧橋英烈傳（1977年台湾）演：金漢（中国語版）
- 遠去的飛鷹（2007年中国）演：葉鵬